# Орош, Кристиан Даниэль
Кристиан Даниэль Орош (рум. Cristian Oroș; 15 августа 1984, Сигету-Мармацией, Румыния) — румынский футболист, защитник клуба «Лотос Бэйле Феликс».

## Клубная карьера
Футболист дебютировал в 2001 году выступлениями за «Олимпию» (Сату-Маре), в которой провёл четыре с половиной сезона, приняв участие в 32 матчах чемпионата.
В течение 2006—2007 годов защищал цвета «Бихора».
Своей игрой за последнюю команду привлёк внимание представителей тренерского штаба «Брашова», в состав которого присоединился в 2007 году. Отыграл за брашовскую команду следующие четыре с половиной сезона своей игровой карьеры. Большинство времени, проведенного в составе «Брашова», был основным игроком защиты команды. В сезоне 2007—2008 помог команде выиграть Лигу II и выйти в элитный дивизион, где также продолжил регулярно выходить на поле.
Летом 2011 года заключил контракт со столичным «Рапидом», в составе которого провел следующие два года своей карьеры. Играя в составе бухарестского «Рапида» выходил на поле в основном составе команды, а также дебютировал в еврокубках, сыграв за два сезона в Лиге Европы шесть матчей.
3 августа 2013 года присоединился к составу ужгородской «Говерлы», где поиграл один сезон. Летом 2014 года футболист перешёл в румынскую «Астру».

## Игры за сборную
11 июня 2011 года провёл свой единственный матч в составе национальной сборной Румынии в товарищеской игре против Парагвая. Кристиан вышел на поле после перерыва, когда его сборная уже проигрывала латиноамериканцам со счетом 0:2, и во втором тайме сборные голов не забивали.